# Moisés Sáenz
Moisés Sáenz Garza (Apodaca, Nuevo León; 16 de febrero de 1888-Lima, 24 de octubre de 1941), conocido como Moisés Sáenz, fue un educador, diplomático y político mexicano que realizó una destacada labor a favor del indigenismo y fundador del Sistema de Segunda Enseñanza en México (educación secundaria). Hijo de Juan Sáenz Garza y de Concepción Garza de Sáenz, fue hermano del político Aarón Sáenz.

## Formación y labor docente
Cursó la primaria en el Colegio Civil de Monterrey, y el bachillerato en el Colegio Presbiteriano de Coyoacán, en el Distrito Federal, gracias a una beca conseguida por el matrimonio de misioneros presbiterianos Boyce, amigos de sus padres, quienes también ayudaron a facilitar sus estudios en universidades estadounidenses. Estudió en la Escuela Normal de Jalapa de 1908 a 1909, donde obtuvo el título de maestro, y al terminar viajó a los Estados Unidos para estudiar Ciencias Químicas y Naturales en el Washington & Jefferson College de Pensilvania, regresando a México en 1912. A raíz del golpe de Victoriano Huerta, en 1913 se incorporó al movimiento de Venustiano Carranza, de quien era amigo su padre, y empezó a desempeñar funciones civiles para la revolución. En 1914 contrajo matrimonio con Herlinda Treviño, y un año después fue nombrado Director de Educación Pública del estado de Guanajuato. Permaneció un año en el cargo, ya que en 1916 fue nombrado Director de la Escuela Nacional Preparatoria, cargo que desempeñó hasta 1920. Después de la caída de Carranza y con el interinato de Adolfo de la Huerta, fue transferido al puesto de Director de Educación del Distrito Federal.
Sáenz se inscribió en la Universidad de Columbia en 1921 para hacer los estudios de maestría, elaborando su tesis sobre un estudio comparativo de la educación secundaria en Estados Unidos y Europa y su aplicación la a situación mexicana. Durante su estadía en dicha universidad fue alumno del pedagogo estadounidense John Dewey, quien se convirtió en una de las principales influencias para su formación pedagógica con la doctrina de la "educación progresiva". Al año siguiente, Sáenz partió a Francia para estudiar un posgrado en la Universidad de la Sorbona, en donde conoció las innovaciones europeas en el campo de la educación.
En 1923 reemplazó a Pedro Henríquez Ureña como Jefe del Departamento Internacional de la Escuela de Altos Estudios y como Director de la Escuela de Verano de la Universidad Nacional, y en abril de 1924 sumó a esos cargos el de Director del Departamento de Intercambio Universitario; dichos puestos le permitieron participar activamente en la planeación educativa al interior de la Universidad.  Durante este tiempo también impartió clases en la Escuela Nacional de Maestros, y colaboró con Lauro Aguirre en la revista pedagógica "Educación"; en ambos espacios Sáenz aprovechó para difundir nuevas ideas educativas y cuestionar los modelos pedagógicos heredados del porfiriato. Entre las principales ideas que promovió, destacaron la necesidad de una mayor coordinación entre los distintos niveles gubernamentales (municipal, estatal y federal) en la implementación de las políticas educativas; la aplicación de exámenes y mediciones cognitivas para el estudio de las características de los estudiantes mexicanos; y la impartición de cursos especiales para mejorar las capacidades de los maestros. También, de 1923 a 1925, Sáenz organizó e impartió cursos pedagógicos en la Escuela de Altos Estudios, en colaboración con Ezequiel A. Chávez.

## Labor en la Secretaría de Educación Pública (1924-1933)
En agosto de 1924 Sáenz fue nombrado Oficial Mayor de la Secretaría de Educación Pública, casi al final del gobierno de Álvaro Obregón. El cargo le fue refrendado en noviembre del mismo año por el nuevo Secretario de Educación Pública del gobierno de Plutarco Elías Calles, José Manuel Puig Casauranc. En junio de 1925, debido de la renuncia de Manuel Gamio como Subsecretario la SEP, Sáenz fue nombrado su sustituto, cargo que desempeñó hasta 1928. Durante este período, aparte de impulsar reformas importantes en la educación pública -entre las que destaca la creación de la educación secundaria-, Sáenz realizó diversos viajes por el territorio nacional que lo familiarizaron con las condiciones de vida de la población rural e indígena, haciéndole tomar conciencia de los problemas que presentaban para la adecuada implantación de las políticas educativas. En 1927 viajó a la sierra de Puebla, acompañado por el  Director del Depto. de Educación Federal en el estado, fruto del cual elaboró  un informe donde recogió observaciones sobre la región y sus habitantes, y propuso diversas recomendaciones para el mejoramiento de la labor educativa. A finales del mismo año realizó un recorrido por San Luis Potosí, con el objeto de visitar todas las escuelas federales de la zona y observar las relaciones entre la escuela y la comunidad. Después, en 1929, partió a una expedición a Quintana Roo como parte de un grupo de trabajo que incluía un etnólogo, un agrónomo, un médico y funcionarios locales, incluyendo el director de Educación del Territorio, la cual buscaba poner a oficiales mexicanos en contacto directo con una de las regiones más aisladas del territorio nacional, y a la vez fomentar las relaciones de trabajo entre quienes estudiaban estos problemas.
Durante 1930 a 1931, Sáenz fungió como presidente de la Junta de Beneficencia Pública del Distrito Federal, y como vocal de la Comisión Técnica Consultiva de la SEP. Dicha Comisión fue creada en marzo de 1930 por el Secretario Puig Casauranc (Secretario nuevamente de 1930 a 1931), con un plan de trabajo que incluía el estudio para las bases de la Asamblea Nacional de Maestros (realizada el mismo año), recomendaciones sobre los textos para las escuelas primarias federales, y la revisión de la currícula de la Escuela Nacional de Maestros, entre otras actividades. Ambas labores se vieron interrumpidas por el viaje que entre septiembre de 1931 y febrero de 1932 Sáenz realizó por Guatemala, Ecuador, Perú y Bolivia, a donde fue enviado como Presidente del Comité de Investigaciones Indias de la SEP para estudiar la forma de vida de los indígenas en dichos países y observar los progresos de sus respectivos gobiernos para incorporarlos al resto de la población. Después de su regreso, partió en junio de 1932 a Carapan, Michoacán, para poner en marcha el proyecto de la "Estación Experimental para la Incorporación del Indio", en donde permaneció hasta enero de 1933, viéndose interrumpida su participación en el proyecto por su renuncia a la Secretaría de Educación Pública, citando presiones y conflictos con Narciso Bassols, entonces Secretario del ramo. La renuncia de Sáenz coincidió también con un giro de las políticas educativas oficiales, que pasaron del principio de la "escuela activa" al de la "educación socialista".

## Labor indigenista y diplomática (1933-1941)

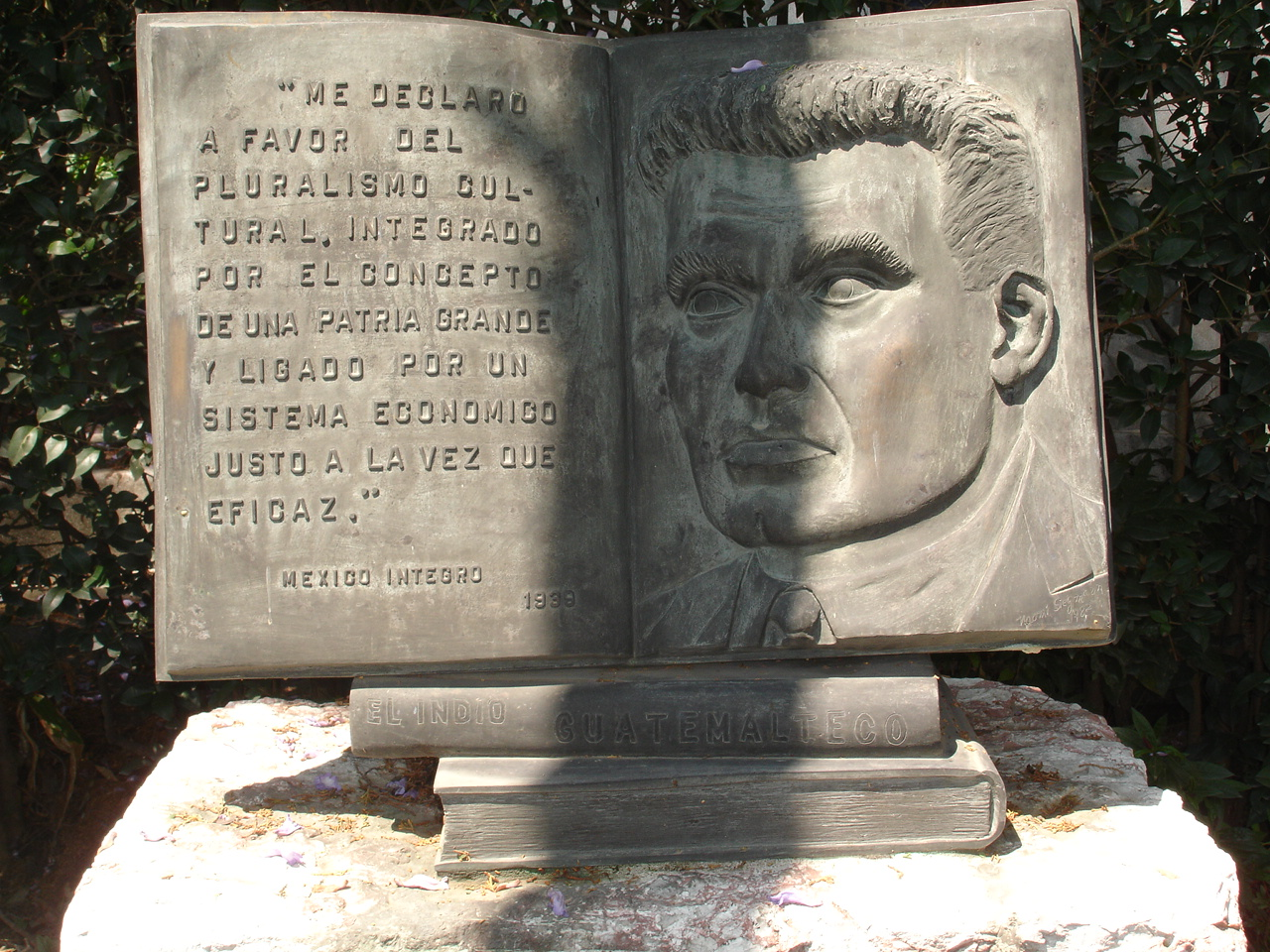
Sepulcro de Moisés Sáenz en la Rotonda de las Personas Ilustres (México).

Durante el período de 1931 a 1933 Sáenz dedicó su tiempo a los viajes, el estudio y la escritura. Antes del viaje por Centro y Sudamérica, pasó tres semanas recorriendo los Estados Unidos, durante las cuales realizó observaciones sobre la "uniformidad" étnica y cultural de la sociedad norteamericana, las cuales recogería en escritos posteriores. Estos viajes y la experiencia en Carapan lo motivaron a desarrollar un pensamiento indigenista de alcance continental y a escribir profusamente sobre la problemática indígena, buscando soluciones prácticas para la misma. Entre algunas de sus propuestas, cabe mencionar la creación de un Departamento Asuntos Indígenas -contenida en las conclusiones de su libro sobre la experiencia en Carapan-, el cual fue formado en 1936, en parte gracias a su influencia ante el presidente Lázaro Cárdenas. Dicho Departamento permaneció como una dependencia del Ejecutivo de 1936 hasta 1946, cuando el presidente Miguel Alemán lo reorganizó como la Oficina de Asuntos Indígenas de la Secretaría de Educación.
Tras su salida de la SEP, Sáenz fue designado para cargos diplomáticos en diversos países hasta el final de su vida, ocupación que compaginó con su participación en importantes conferencias interamericanas, destacando su trabajo para impulsar la fundación del Instituto Indigenista Interamericano. En el año de 1934 fue designado diplomático en Quito, Ecuador, y un año después en Dinamarca. En 1936 es asignado a labores diplomáticas en el Perú, y en agosto del año siguiente viaja México para participar en la Tercera Conferencia Interamericana de Educación. Regresó al Perú en noviembre de 1938, tras ser nombrado Delegado Plenipotenciario de México en la Octava Conferencia Interamericana de Lima, celebrada en diciembre del mismo año. Esta conferencia emitió valiosas resoluciones de carácter indigenista, destacando la 3a. resolución, relativa a la creación de un instituto indigenista Interamericano.
En noviembre de 1939, Sáenz fue designado por el gobierno de Cárdenas como Embajador Especial en Perú, y un mes después fue llamado a México para colaborar en la organización del Primer Congreso Indigenista Panamericano, que tuvo lugar en abril de 1940 en Pátzcuaro, Michoacán, del que fungió como secretario general. El resultado más notable del congreso fue la creación formal del Instituto Indigenista Interamericano, el cual, mientras se ratificaban los acuerdos internacionales necesarios para dotarle de carácter legal, fue organizado provisionalmente mediante la Comisión Permanente del Congreso Indigenista Interamericano, de la que Sáenz fue Secretario. Posteriormente, él sería elegido como primer Director del recién formado instituto.
Entre 1940 y 1941, ya durante el gobierno de Ávila Camacho, fue nombrado Embajador Extraordinario y Plenipotenciario en Perú, y en esa calidad fue designado para presidir la delegación mexicana al Tercera Asamblea del Instituto Panamericano de Geografía e Historia, celebrada en Lima, Perú, de marzo a abril de 1941. Falleció a los 53 años víctima de una pleuresía en esa misma ciudad el 24 de octubre de 1941, después de haber sido operado debido a una prolongada enfermedad . En 1981, sus restos fueron inhumados y, por decreto presidencial, trasladados a la Rotonda de las Personas Ilustres en la Ciudad de México.

## Obras
- “The program of the Mexican Government”, en Moisés Sáenz y Herbert I. Priestley, Some mexican problems, Chicago, The University of Chicago Press, 1926.
- Escuelas federales en la sierra de Puebla: informe sobre la visita a las escuelas federales en la sierra de Puebla realizada por el profesor Moisés Sáenz.  México, SEP, 1927.
- Sobre el indio peruano y su incorporación al medio nacional, México, Secretaría de Educación Pública, 1933.
- Sobre el indio ecuatoriano y su incorporación al medio nacional. México, Secretaría de Educación Pública, 1933.
- "The indian, citizen of America", en Points of view, Washington, The Pan American Union, n.º 9, septiembre de 1946, pp. 1-8.
- "La escuela rural mexicana", en Comas, Juan, La Antropología social aplicada en México: trayectoria y antología. México, Instituto Indigenista Interamericano, 1964, pp. 103-133.
- Carapan. Bosquejo de una experiencia. 3a. Ed. Morelia, Talleres Linotipográficos del Gobierno del Estado, 1969.
- Aguirre Beltrán, Gonzalo (compilador), Antología de Moisés Sáenz. México, Oasis, 1970.
- México íntegro. México, Secretaría de Educación Pública- Dirección General de Publicaciones y Bibliotecas, 1982.